# Северный клевер
Северный клевер — военная база Российской Федерации на Котельном острове в архипелаге Новосибирские острова. База находится на территории Булунского улуса (района) Республика Саха (Якутия). Возле базы расположен военный аэродром Темп.

## Описание
Военная база «Северный клевер» — первый в Вооружённых силах России военный городок замкнутого цикла, построенный в Арктике. С высоты комплекс напоминает трилистник клевера. Цветовое решение фасадов административно-жилого комплекса выполнено в цветах флага РФ.
В состав базы входит комплекс объектов:
- здание административно-жилого комплекса (административные помещения, учебные помещения, узел связи, медицинский модуль, гостиница, санитарно-бытовой блок с сауной, помещение для активного отдыха, актовый зал, оранжерея, склады имущества и продовольствия, столовая);
- парковая зона;
- энергоблок;
- склад ГСМ;
- сооружения водоснабжения (вододобычи) и канализации;
- очистные сооружения и утилизации отходов.

База имеет замкнутый цикл жизнеобеспечения, что позволяет личному составу не выходить во внешнюю среду без особой необходимости. Все системы связаны между собой закрытыми переходами, что позволяет максимально обезопасить военнослужащих от воздействия неблагоприятных погодных условий. Перемещения между зданиями и сооружениями комплекса могут осуществляться по надземным отапливаемым переходам.
Комплекс рассчитан на одновременное проживание более 250 человек.
На базе размещается 99-я тактическая группа Северного флота. В её состав входят радиотехнические подразделения, противокорабельные ракетные комплексы «Бастион», зенитные ракетно-пушечные комплексы «Панцирь-С1», подразделения материально-технического обеспечения.

## Галерея

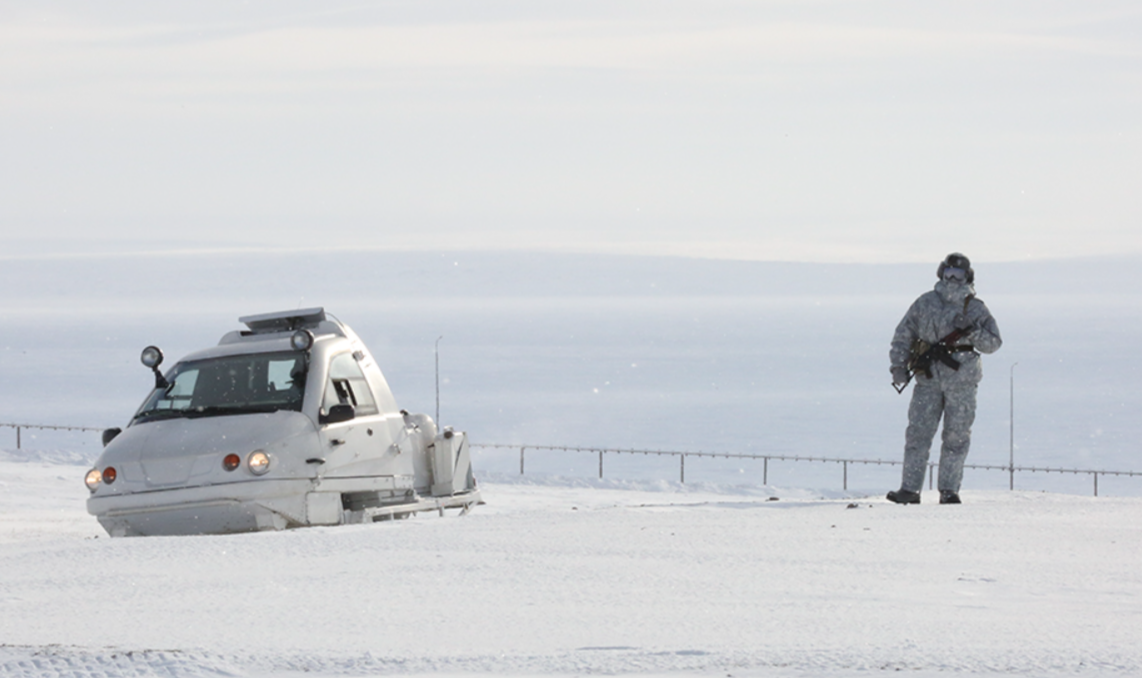
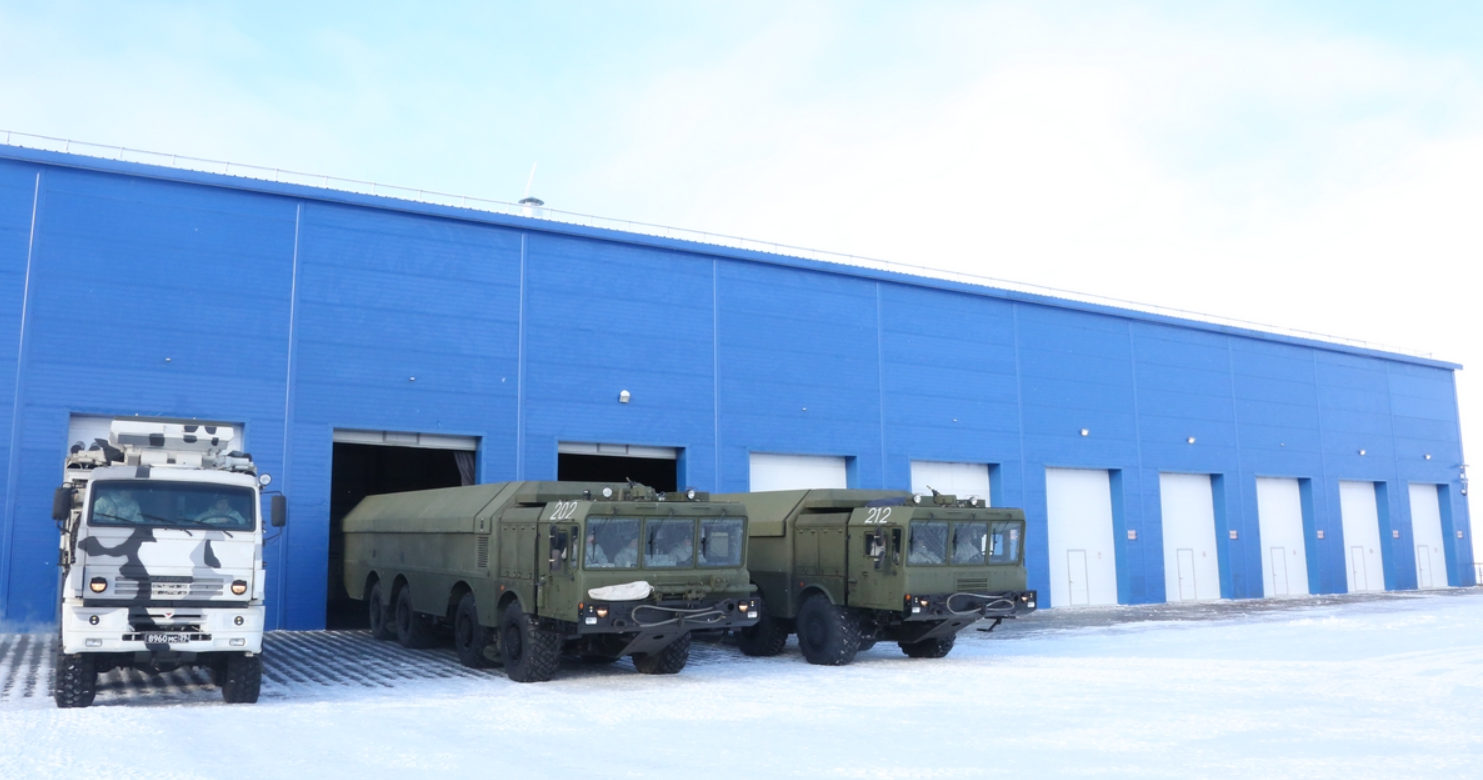
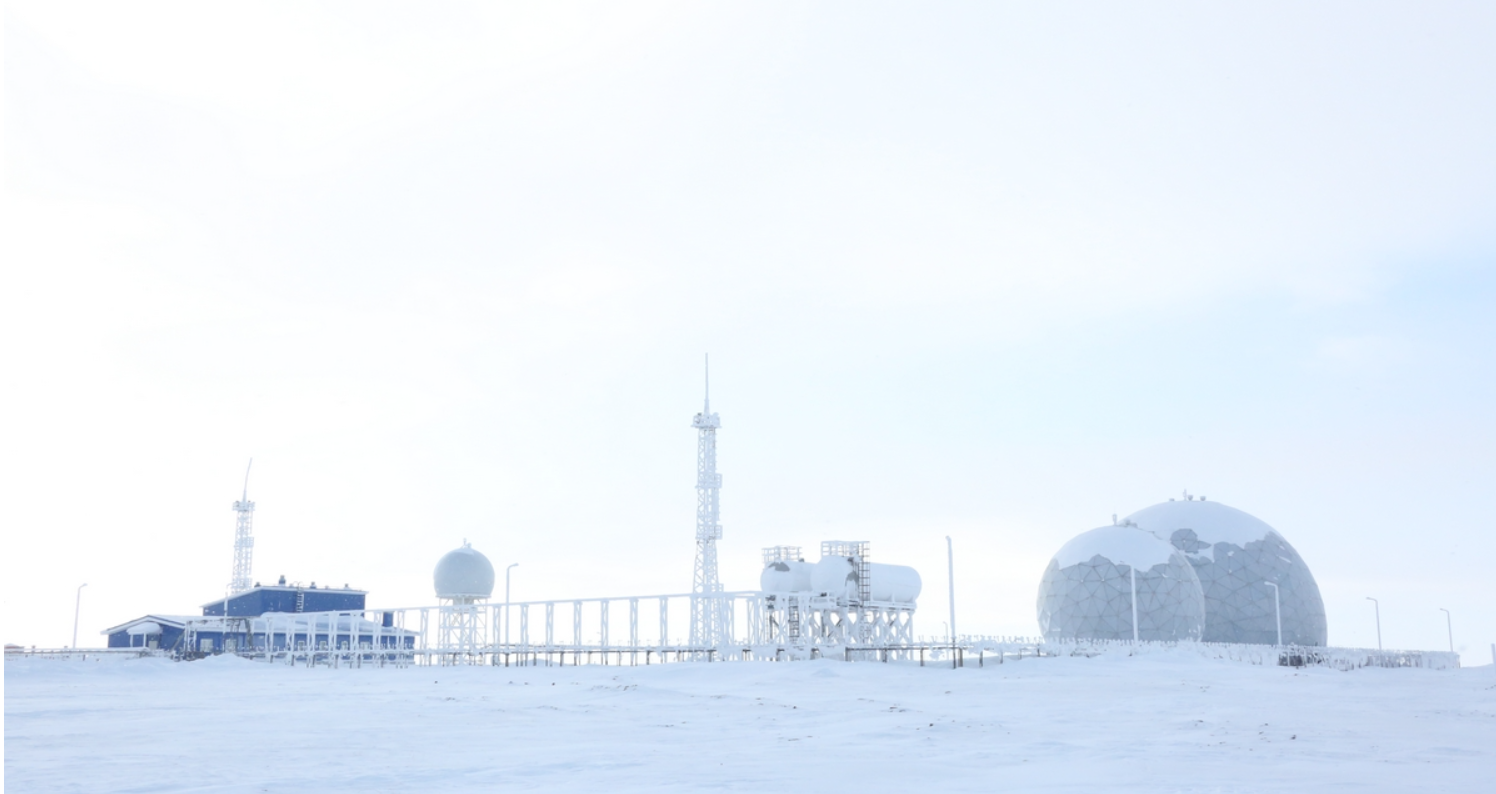
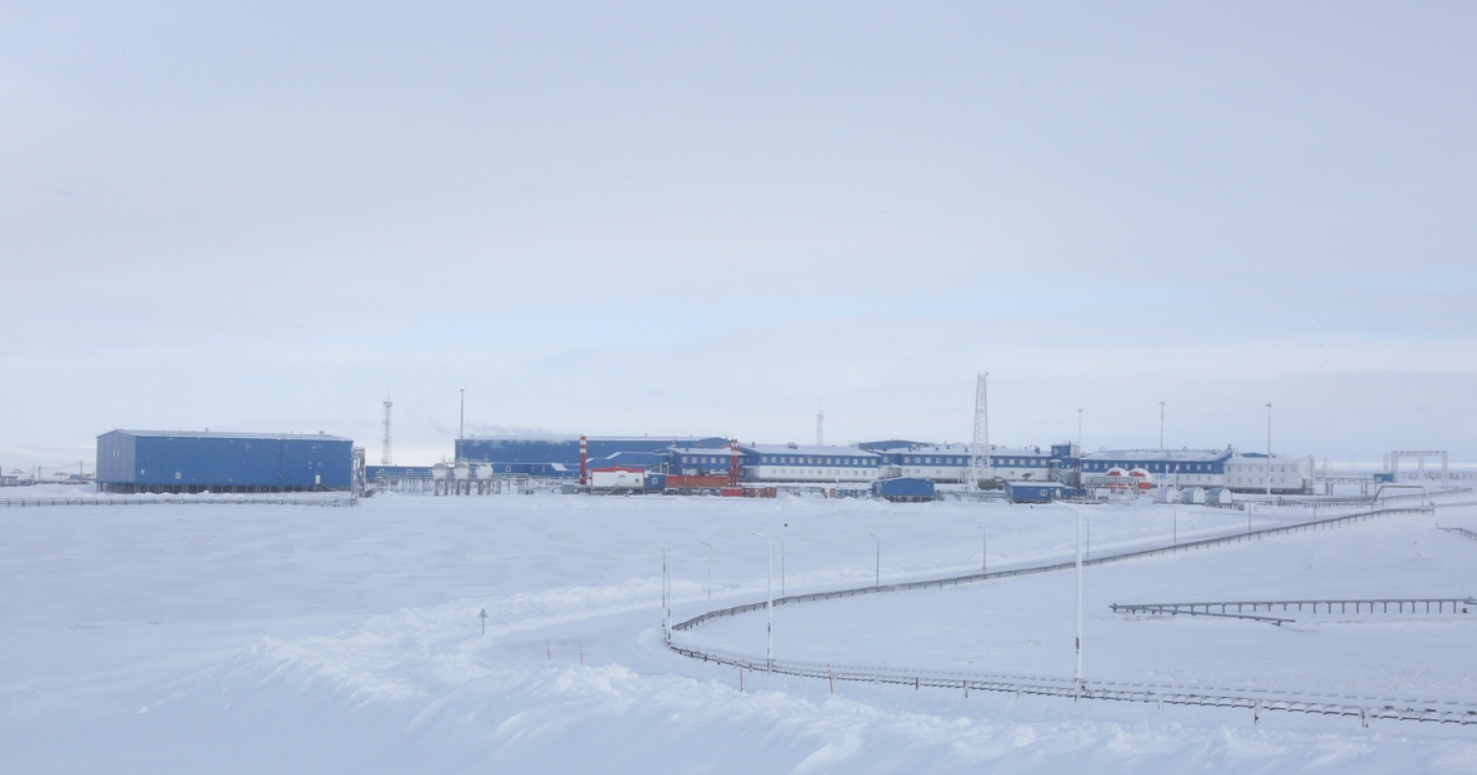
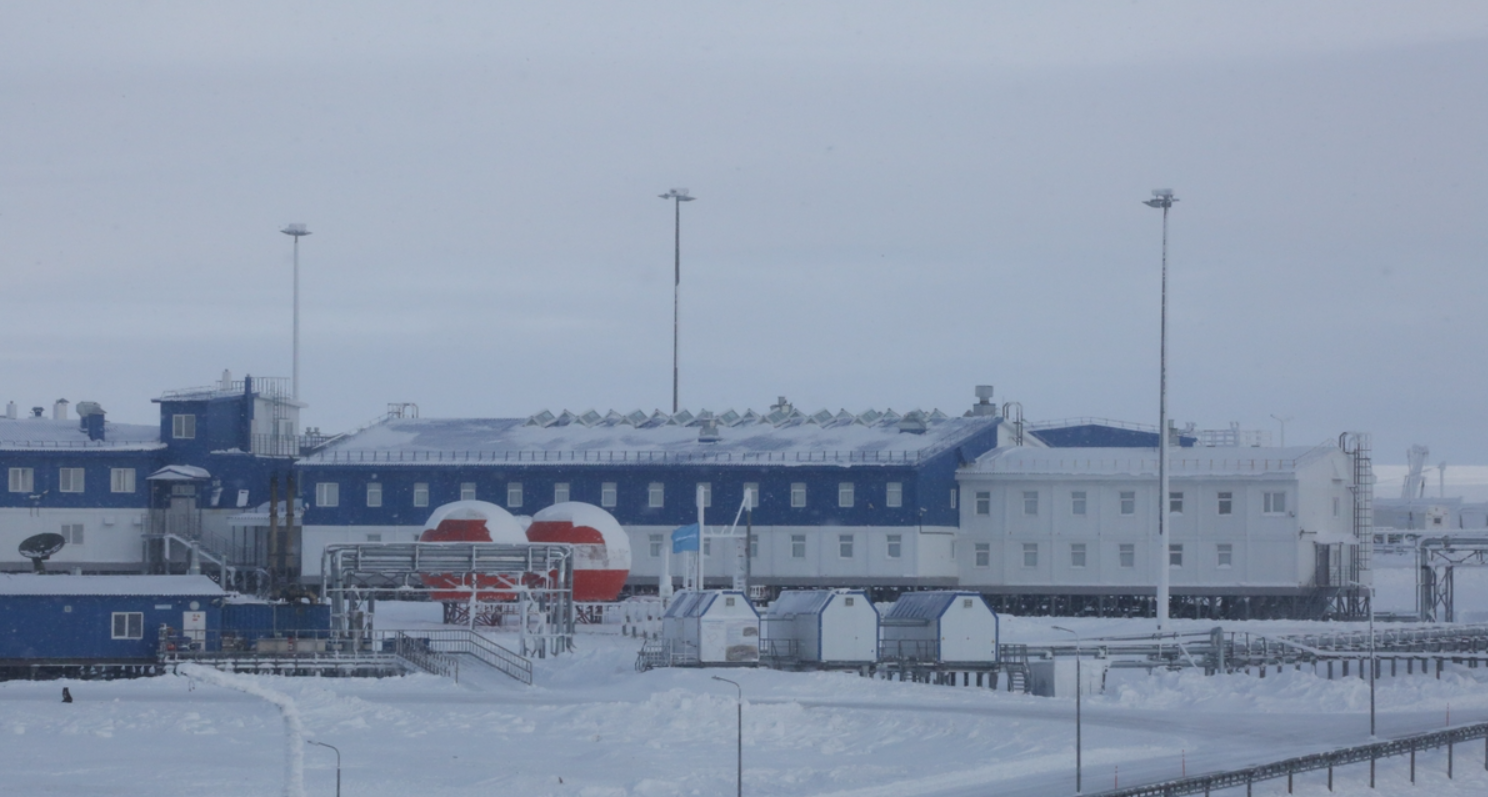
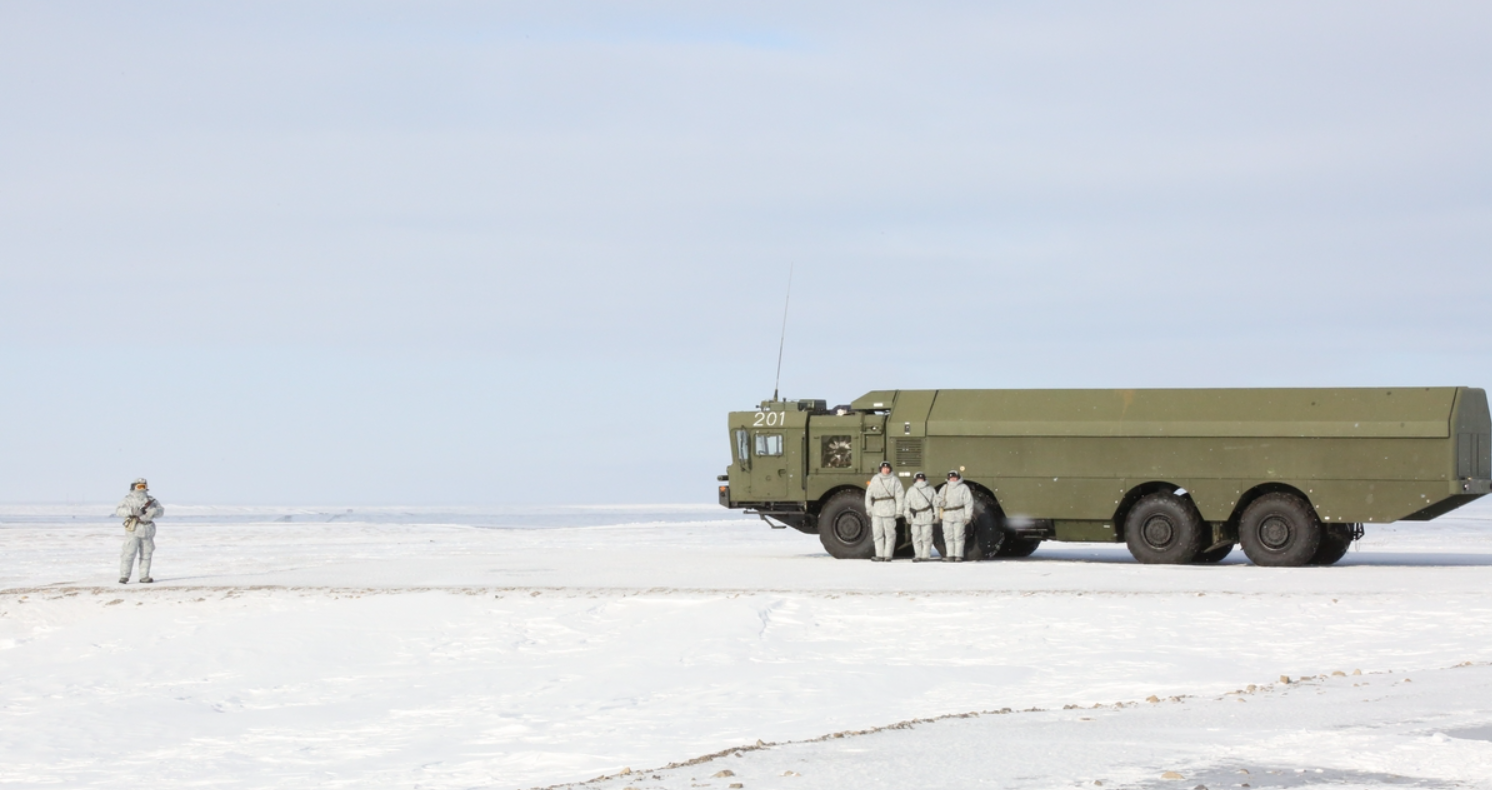

Военная база «Северный клевер»